# Cyrnus microdiscatus
Cyrnus microdiscatus är en nattsländeart som beskrevs av Martynov 1924. Cyrnus microdiscatus ingår i släktet Cyrnus och familjen fångstnätnattsländor. Inga underarter finns listade i Catalogue of Life.